# Marcos Velásquez
Marcos Ignacio Velásquez Ahumada (* 23. Juni 1987 in Casablanca) ist ein chilenischer Fußballspieler, der als Innenverteidiger eingesetzt wird.

## Karriere
Marcos Velásquez begann seine Profikarriere 2007 bei Everton und gewann in der Apertura 2008 die Meisterschaft. Bei Everton stand er bis 2020 unter Vertrag und wechselte anschließend zu den Rangers de Talca. Zur Saison 2022 schloss er sich dem honduranischen Erstligisten CDS Vida an. Im Juni 2022 löste er mit dem Klub seinen Vertrag auf, nachdem er in seiner Wohnung überfallen worden war. Er kehrte nach Chile zurück und wurde als Neuzugang der Santiago Wanderers vorgestellt.

## Erfolge
Everton
- Primera División: 2008-A